# Kuzure-Kesa-Gatame
Kuzure-kesa-gatame ou kuzure-hon-kesa-gatame est une technique d’immobilisation (Osae komi waza) utilisé en judo, jiu-jitsu brésilien et lutte.

## Traduction
Kuzure veut dire : briser l’équilibre. Dans les immobilisations, c’est toujours une variante, c’est-à-dire une légère modification d’une prise fondamentale.
| Kanji | Rōmaji | Français       |
| ----- | ------ | -------------- |
| 崩    | Kuzure | Variante       |
| 袈裟  | Kesa   | Par le travers |
| 固    | Gatame | Immobilisation |

## Description
Kuzure-kesa-gatame est une variante d’hon-kesa-gatame. Elle est un peu plus basse que cette dernière, car le bras droit de Tori, au lieu de prendre le cou d’uke, passe sous son bras gauche.
Uke est sur le dos. Tori passe son bras droit sous l’aisselle gauche d’uke et saisit la manche au niveau de l’épaule (ou pose sa main à plat sur le sol ou sur la tranche). Il positionne alors son corps de façon à placer son flanc contre uke et marquer un contrôle fort à ce niveau. Il contrôle ensuite le bras droit d’uke en le verrouillant sous son aisselle gauche. Enfin, il fléchit ses jambes sur le côté, le genou droit étant placé assez haut vers la tête d’uke pour lui bloquer l’épaule et la jambe gauche vers l’arrière afin d’assurer une bonne stabilité à Tori.

## Retournements amenant à kuzure-gesa-gatame

### La Jossinet

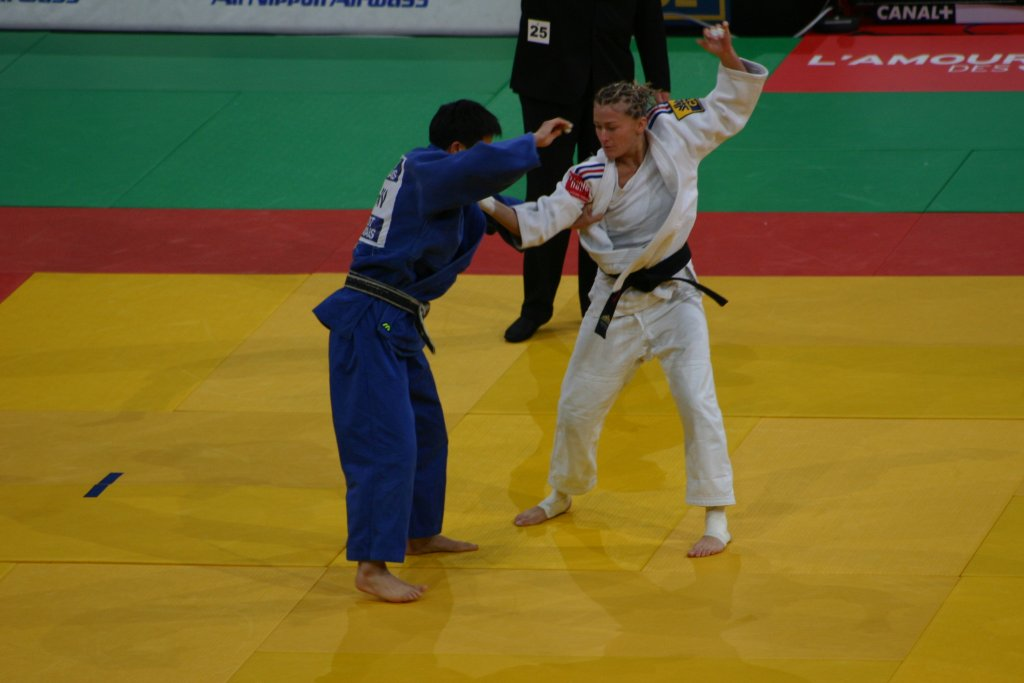
Frédérique Jossinet lors du tournoi de Paris en 2005.

Du nom de l’athlète française Frédérique Jossinet qui l’a utilisée la première en compétition.
Uke est en position défensive sur le ventre bras rentrés, impossible de saisir le col… Tori se saisit donc de la ceinture et de tissu dans le dos de son adversaire, puis se décale vers la tête en engageant le pied du côté de la saisie ceinture sous uke au niveau de sa hanche.
Tori soulève le buste d’uke tout en se glissant sous lui en engageant la seconde jambe tel que ses tibias soient en contact avec les cuisses de son adversaire. Uke va tenter de se redresser en poussant avec son bras libre (l’autre bras est emprisonné par la saisie à la ceinture au moment où tori se glisse sous uke). Tori en profite pour passer son bras et rejoindre son autre main à la ceinture. Il ne reste plus à tori qu’à basculer sur le côté où le bras est emprisonné en poussant à l’aide de ses pieds sur les tibias d’uke. Tori contrôle avec ses pieds soit les deux pieds pour immobiliser en kuzure-tate-shiho-gatame soit un seul pour de côté immobiliser en kuzure-kata-gatame ou kuzure-kesa-gatame.

## Sorties
Au judo, pour se dégager d’un kuzure-kesa-gatame, on n’a pas le droit de pousser sur la figure de celui qui immobilise, mais on peut lui appliquer l’avant-bras sous le menton.

### Sorties communes avec hon-kesa-gatame
Plusieurs sorties utilisées contre hon-kesa-gatame sont aussi efficaces sur kuzure-kesa-gatame :
- Hon-Kesa-Gatame#Bras_droit_libre
- Hon-Kesa-Gatame#Se_retourner_sur_le_ventre
- Hon-Kesa-Gatame#Accrochage_de_la_jambe
- Hon-Kesa-Gatame#Ponter_puis_renverser

### Dégagement du bras droit
Tori dégage son bras droit en tournant vers sa droite, mais sera attentif à ne pas tendre son bras gauche auquel cas une clef suivrait.

### Sortie haute
Tori passe son bras gauche devant la tête de uke et vient attraper sa main droite dans le même temps tori fléchit sa jambe droite et tourne son bassin vers uke. Tori essaie de ramener ses deux mains à lui avec l’épaule de Tori, tourne son bassin et pousse sur sa jambe droite afin de ponter légèrement. Pour faire basculer uke sur son côté gauche.
Pour contrer la sortie, uke passe sa jambe droite sur sa jambe gauche afin de ne pas basculer vers l’avant et de se stabiliser.

### Sortie accrochage
Tori essaie de passer son genou droit entre les deux hanches (dans le but soit d’attraper une jambe d’uke soit d’entourer la hanche d’uke) en se tournant vers uke et en recroquevillant son corps.
Pour contrer la sortie uke se replace en position initiale et sort son bassin en tirant sur le bras entouré de tori.

### Sortie basse
Tori attrape la ceinture d’uke avec sa main gauche (ou le judogi d’uke) et prend appui sur ses jambes fléchies. Tori bloque uke sur sa hanche et essaie de le basculer en pontant sur ses jambes sur la gauche de tori et en s’aidant du coude droit.
Pour contrer la sortie uke pose sa main droite pour empêcher la rotation.

### Sortie utilisantude-gatame
Tori passe son bras gauche devant uke et vient saisir le coude gauche de celui-ci des deux mains. En tirant vers sa gauche il exécute une clef de bras qui oblige uke à suivre et à se faire retourner sur la gauche de Tori.

## Contres

### Retournement du kuzure-kesa-gatame
Tori peut essayer de «ponter» brusquement vers son arrière afin de chasser uke dans cette direction. Tori profite de ce déséquilibre pour se dégager.
Si uke résiste, tori s’écarte de lui vers la gauche, élève rapidement les deux jambes, puis les lance vers le tapis en bloquant les abdominaux. Il profite de cette action pour essayer de s’asseoir et de renverser uke sur son arrière en s’aidant de la main gauche.
Tori place, à son tour, l’immobilisation qu’il subissait.

## Passage de grade
Dans le cadre de la progression française de judo, cette technique est enseignée au niveau des ceintures jaunes. Kuzure-Kesa-Gatame est utilisé dans le Katame-no-kata.
Contrairement à Hon-Kesa-Gatame, cette variante évite le risque d’étranglement. C’est pourquoi, on la privilégie quand on enseigne à des enfants.